# Gintarė Scheidt
Gintarė Scheidt (nacida Gintarė Volungevičiūtė, Kaunas, URSS, 12 de diciembre de 1982) es una deportista lituana que compite en vela en las clases Laser Radial y Snipe. Está casada con el regatista brasileño Robert Scheidt.

## Trayectoria
Participó en tres Juegos Olímpicos de Verano, obteniendo una medalla de plata en Pekín 2008, en la clase Laser Radial, el sexto lugar en Londres 2012 y el séptimo en Río de Janeiro 2016.
Ganó una medalla de oro en el Campeonato Mundial de Laser Radial de 2012 y dos medallas en el Campeonato Europeo de Laser Radial, plata en 2006 y bronce en 2010. En la clase Snipe obtuvo el segundo puesto en el Campeonato Mundial de 2023 y el primer lugar en el Campeonato Europeo Femenino de 2019.
Fue la abanderada de Lituania en la ceremonia de apertura de los Juegos de Río de Janeiro 2016.
Cursó estudios superiores en la Academia Lituana de Educación Física. En 2008 fue galardonada con la Cruz de Comandante de la Orden del Mérito de Lituania y en 2013 fue nombrada Comendador de la Orden del Gran Duque Gediminas.

## Palmarés internacional
| Juegos Olímpicos   | Juegos Olímpicos       | Juegos Olímpicos  | Juegos Olímpicos |
| Año                | Lugar                  | Medalla           | Clase            |
| ------------------ | ---------------------- | ----------------- | ---------------- |
| 2008               | Pekín (China)          | Medalla de plata  | Laser Radial     |
| Campeonato Mundial |                        |                   |                  |
| Año                | Lugar                  | Medalla           | Clase            |
| 2012               | Boltenhagen (Alemania) | Medalla de oro    | Laser Radial     |
| Campeonato Europeo |                        |                   |                  |
| Año                | Lugar                  | Medalla           | Clase            |
| 2006               | Riccione (Italia)      | Medalla de plata  | Laser Radial     |
| 2010               | Tallin (Estonia)       | Medalla de bronce | Laser Radial     |

| Campeonato Mundial          | Campeonato Mundial | Campeonato Mundial | Campeonato Mundial |
| Año                         | Lugar              | Medalla            | Clase              |
| --------------------------- | ------------------ | ------------------ | ------------------ |
| 2023                        | Valencia (España)  | Medalla de plata   | Snipe              |
| Campeonato Europeo Femenino |                    |                    |                    |
| Año                         | Lugar              | Medalla            | Clase              |
| 2019                        | Amberes (Bélgica)  | Medalla de oro     | Snipe              |